# Peter Murray-Rust
Peter Murray-Rust (ur. 1941) – brytyjski chemik, pracownik naukowy University of Cambridge, propagator otwartego dostępu do cyfrowych form zapisu danych i treści naukowych oraz edukacyjnych, członek rady doradczej fundacji Open Knowledge.